# Боочи
Боочи (алт. Боочы) — село в Онгудайском районе Республики Алтай России. Входит в состав Куладинского сельского поселения.

## География
Расположено в горно-степной зоне центральной части Республики Алтай и находится у реки Каракол.
Уличная сеть состоит из шести географических объектов: ул. 60 лет Победы, ул. Б.Текенова, ул. Д.Абакаева, ул. Э.Иришева, ул. Я.Сарбашева, ул. Ямыл Тужумеева
Абсолютная высота 989 метров выше уровня моря
.

## Население
| 2010 | 2011 | 2012 | 2013 | 2014 | 2015 |
| ---- | ---- | ---- | ---- | ---- | ---- |
| 280  | ↘279 | ↘272 | ↘267 | ↗268 | ↗270 |
| 2016 |      |      |      |      |      |
| ↘262 |      |      |      |      |      |

Национальный состав
Согласно результатам переписи 2002 года, в национальной структуре населения алтайцы составляли 98 % от общей численности населения в 297 жителей

## Инфраструктура
МБОУ «Боочинская СОШ».
Личное подсобное хозяйство. Животноводство.

## Транспорт
Находится на автодороге регионального значения регионального значения «Каракол — Боочи» (идентификационный номер 84К-21) (Постановление Правительства Республики Алтай от 12.04.2018 N 107 «Об утверждении Перечня автомобильных дорог общего пользования регионального значения Республики Алтай и признании утратившими силу некоторых постановлений Правительства Республики Алтай»).